# Salmon AquAdvantage

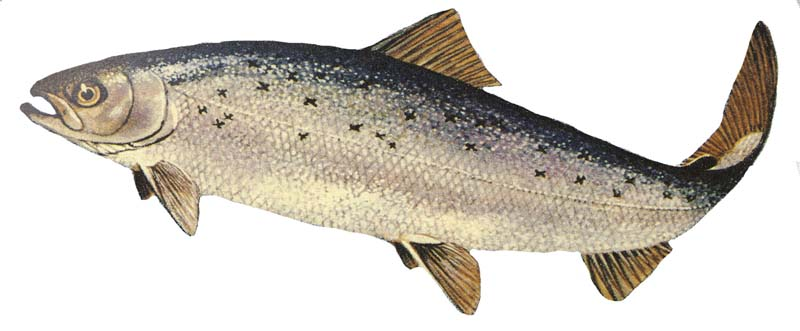
Salmón del Atlántico de tipo salvaje (Salmo salar)

El salmón AquAdvantage es un salmón atlántico modificado genéticamente (GE) y desarrollado por AquaBounty Technologies en 1989. El gen regulador de la hormona del crecimiento típico del salmón atlántico fue sustituido por el gen regulador de la hormona del crecimiento del salmón chinook del Pacífico, con una secuencia promotora de la faneca oceánica. Este gen permite que el salmón modificado genéticamente crezca durante todo el año, en lugar de sólo durante la primavera y el verano.
Estos salmones modificados genéticamente son una alternativa comercialmente competitiva al salmón capturado en libertad y a la cría de salmones no modificados. El objetivo de las modificaciones es aumentar la velocidad de crecimiento del pez sin afectar a su tamaño final ni a otras cualidades. Las tasas de crecimiento del salmón atlántico de piscifactoría ya han mejorado con respecto a los peces salvajes como resultado de las prácticas tradicionales de cría selectiva. Sin embargo, los peces modificados genéticamente son capaces de crecer aún más rápido y alcanzar el tamaño de mercado en sólo 16 o 18 meses, en lugar de tres años.

## Importancia
Los salmones AquAdvantage son los primeros animales modificados genéticamente aprobados para el consumo humano en Estados Unidos y Canadá.  Esta aprobación ha sido objeto de mucha controversia.

## Modificación genética
Los salmones AquAdvantage se desarrollaron en 1989 mediante la adición de una sola copia de la construcción opAFP-GHc2, que consiste en una secuencia promotora de la faneca que dirige la producción de una proteína de la hormona del crecimiento utilizando la secuencia codificadora del salmón Chinook. La expresión continua de este transgén permite a los peces crecer durante todo el año en lugar de hacerlo sólo durante la primavera y el verano. Se comprobó la estabilidad de la nueva construcción de ADN, que no reveló ningún efecto mutacional adicional durante la inserción, aparte de los dos genes deseados. Estos peces transgénicos fueron retrocruzados (un protocolo de reproducción de dos generaciones que comienza generando una descendencia híbrida entre dos cepas endogámicas, una de ellas portadora de la mutación de interés) con salmones del Atlántico de tipo salvaje, y la secuencia del gen EO-1ɑ modificado genéticamente fue idéntica en las generaciones segunda a cuarta, lo que indica que la inserción es estable.
Mientras que el salmón atlántico salvaje (Salmo salar) tiene dos juegos de cromosomas, el salmón AquaAdvantage criado tiene tres juegos (es decir, es triploide). La inducción de la triploidía mediante el tratamiento de los huevos hace que los peces sean estériles, lo que reduce el riesgo de cruce con los peces silvestres si alguno de los peces modificados genéticamente se introduce en la naturaleza.

## Preocupaciones
La aprobación del salmón transgénico suscita tres preocupaciones principales: el consumo de estos peces podría ser perjudicial, podría haber consecuencias no deseadas de la alteración genética y los peces no estériles podrían escapar y mezclarse con la población salvaje. Se han realizado evaluaciones de riesgos para determinar la salud y la seguridad de esta tecnología y se han puesto en marcha una serie de medidas preventivas para evitar la liberación de estos peces en la naturaleza.

### Ética
Los defensores de la ética natural consideran que el salmón modificado genéticamente es "antinatural" y, por tanto, poco ético. Sin embargo, como la población humana mundial sigue creciendo, se necesitarán métodos nuevos e innovadores para garantizar un suministro adecuado de alimentos. El salmón AquAdvantage, de rápido crecimiento, podría considerarse ético según la ética utilitaria como medio para alimentar a un gran número de personas. 

### Evaluación del riesgo para la salud humana
El pescado es uno de los ocho tipos de alimentos que la Administración de Alimentos y Medicamentos (FDA) está obligada, por ley, a tratar con especial cuidado, con respecto a las alergias. Como parte del proceso de regulación, la FDA requirió datos sobre si se producen cambios en los tipos o niveles de alérgenos del pescado (como la parvalbúmina) en el salmón AquAdvantage. La FDA ha sostenido que las personas alérgicas al salmón atlántico probablemente serán alérgicas al salmón AquAdvantage debido a las propiedades similares de la especie, pero no porque esté modificado genéticamente, y que el salmón AquAdvantage es tan seguro de consumir como el salmón no modificado genéticamente porque no hay riesgos significativos para la seguridad alimentaria asociados al salmón AquAdvantage. Otras preocupaciones sobre la salud humana surgen debido al mayor contenido de hormonas en el tejido comestible de los peces transgénicos . El salmón AquAdvantage mostró una diferencia estadística en la concentración de un factor de crecimiento similar a la insulina, aunque la cantidad de (IGF-1) encontrada en el salmón AquAdvantage es similar o inferior a otras cantidades encontradas en otros productos animales comunes, como la leche de vaca ecológica.
Efectos no deseados de la edición de genes
Una de las preocupaciones de la ingeniería genética es que se edite accidentalmente otro gen que no sea el deseado.  Se ha analizado la secuencia del genoma del salmón AquAdvantage y no se han detectado efectos no deseados ni cambios en otros genes. 

### Procedimientos de contención preventiva
Los críticos plantearon su preocupación por el posible impacto medioambiental si estos peces llegaran a los ríos o a los océanos. Los modelos de invasión en entornos seminaturales sugieren que el salmón transgénico competiría con el salmón salvaje. Para responder a las preocupaciones sobre la contención biológica, la FDA exige a AquaBounty que tome medidas de precaución para garantizar que los peces transgénicos no se mezclen con la población salvaje. La acuicultura que utiliza salmones criados de forma convencional, sobre todo el salmón del Atlántico, cultiva los peces en corrales de red. En Norteamérica, esto ocurre sobre todo en las aguas costeras de Washington, Columbia Británica y Maine. Sin embargo, la solicitud de aprobación de la FDA para el salmón AquAdvantage especificaba el cultivo en tanques en tierra, sin participación en el océano. AquaBounty también modificó los peces para que fueran sólo hembras y estériles. Los peces machos se crean sólo para el servicio de producción de huevos, y se mantienen en instalaciones seguras en tierra en Canadá. Estos huevos se envían luego a una instalación de acuicultura en tierra en Indiana.
Para que los peces sean estériles, los huevos de salmón AquAdvantage se tratan a presión, para crear lotes de huevos de peces con tres copias de cada cromosoma (triploides) en lugar de dos copias (diploides). Cualquier lote que contenga un 5% o más de peces diploides, se destruye porque estos peces diploides son capaces de reproducirse.

## Normativa gubernamental

### Estados Unidos
En septiembre de 2010, un grupo de expertos de la FDA indicó que es "muy poco probable que el pescado cause efectos significativos en el medio ambiente" y que es "tan seguro como los alimentos procedentes del salmón atlántico convencional" En octubre de 2010, 39 legisladores pidieron a la FDA que rechazara la solicitud. Otros grupos solicitaron que el pescado llevara una etiqueta que identificara su origen transgénico. Las preocupaciones incluían supuestos fallos en la esterilización y el aislamiento, y el uso excesivo de antibióticos.
El 25 de diciembre de 2012, la FDA publicó un proyecto de evaluación medioambiental del salmón AquAdvantage. La FDA también publicó un dictamen preliminar de no impacto significativo. Antes de que la FDA volviera a revisar el salmón Aquadvantage, debía transcurrir un periodo de 60 días para que el público hiciera sus comentarios, que se prolongó arbitrariamente hasta mayo de 2013.
La Administración de Alimentos y Medicamentos (FDA) aprobó la solicitud de AquaBounty Technologies para vender el salmón AquAdvantage a los consumidores estadounidenses el 19 de noviembre de 2015. Sin embargo, una cláusula adicional de un proyecto de ley de gastos promulgado el 18 de diciembre de 2015 por el presidente Obama prohíbe su importación hasta que la FDA exija el etiquetado del producto modificado genéticamente. La decisión marca la primera vez que un animal modificado genéticamente ha sido aprobado para entrar en el suministro de alimentos de Estados Unidos. La decisión se produce casi veinte años después de que la empresa presentara por primera vez datos a la FDA, y después de haber criado diez generaciones de los animales. El anuncio publicado por la FDA afirma: "El salmón AquAdvantage es tan seguro de consumir como cualquier salmón atlántico no modificado genéticamente (GE), y también tan nutritivo". Un mes más tarde, se introdujo una nota en el proyecto de ley de gasto federal que requiere la notificación al consumidor de que el pescado está modificado genéticamente. En octubre de 2018, el salmón AquaAdvantage no se vendía en los Estados Unidos y la FDA prohibió la importación de los huevos de salmón procedentes de Canadá para ser criados en una piscifactoría de AquaAdvantage en Indiana. Sin embargo, el 8 de marzo de 2019, la alerta de importación emitida previamente por la FDA fue desactivada, y el salmón AquAdvantage puede venderse ahora en los Estados Unidos y los huevos de salmón pueden importarse ahora a la instalación de Indiana.
El 5 de noviembre de 2020, el Tribunal de Distrito de los Estados Unidos para el Distrito Norte de California concedió una moción para obligar a la FDA a reconsiderar su aprobación de AquAdvantage, sosteniendo que la FDA no había seguido sus propios procedimientos al ignorar algunas consecuencias medioambientales de estos peces.

### Canadá
El 25 de noviembre de 2013, Environment Canada aprobó el producto para la producción de huevos de salmón con fines comerciales en Canadá. En mayo de 2016, la Agencia Canadiense de Inspección Alimentaria aprobó la venta del pescado transgénico. En julio de 2017, AquaBounty Technologies dijo que había vendido 4,5 toneladas de filetes de salmón AquaAdvantage a clientes en Canadá.